# Mikhail Aleksandrovich Zenkevich
Mikhail Aleksandrovich Zenkevich (tiếng Nga: Михаи́л Алекса́ндрович Зенке́вич, 9 tháng 5 năm 1886 – 14 tháng 9 năm 1973) – nhà thơ, dịch giả Nga.

## Tiểu sử
Mikhail Zenkevich sinh ở thị trấn Nikolaiev, tỉnh Saratov. Bố và mẹ làm nghề dạy học ở trường Cao đẳng và trường gymnazy. Sau Cách mạng Tháng Mười, vì mong muốn cho ít tuổi hơn, Zenkevich đã khai năm sinh là 1898, 1899 và sau đó là 1891. Sau khi tốt nghiệp trường gymnazy Saratov, Zenkevich sang Đức học triết học hai năm ở các trường Friedrich-Schiller-Universität Jena và Đại học Berlin. Từ năm 1907 Zenkevich sống ở Saint Petersburg. Năm 1914 tốt nghiệp Khoa Luật, Đại học Saint Petersburg.
Bài thơ đầu tiên của Zenkevich in ở tạp chí Жизнь и школа của các nhà cách mạng vùng Saratov. Từ năm 1908 bắt đầu in thơ ở các tạp chí của thủ đô như: Весна, Образование, Современный мир… Năm 1909 làm quen với nhà thơ Nicolay Gumilyov và sau đó đã trở thành một trong những người sáng lập Xưởng thơ (Цеха поэтов). Tháng 3 năm 1912 Zenkevich in tập thơ đầu tay Дикая порфира được nhiều nhà thơ nổi tiếng đương thời viết bài phê bình cho tập thơ này.
Cuối năm 1917 Zenkevich trở về sống ở quê hương Saratov và in tập thơ thứ hai: Четырнадцать стихотворений. Thời kỳ Cách mạng Tháng Mười, Zenkevich gia nhập Hồng quân, chiến đấu ở mặt trận Kapkage. Từ năm 1923 ông chuyển về sống ở Moskva, làm việc ở nhiều tạp chí và nhà xuất bản khác nhau. Trước Thế chiến II ông đã in các tập thơ: Под пароходным носом, 1926, Поздний пролет, 1928, Избранные стихи, 1932, Набор высоты, 1937. Thời kỳ chiến tranh ông sơ tán về Chistopol ở tỉnh Kazan, sau đó trở về Moskva.
Sau Thế chiến II ông chủ yếu thơ nước ngoài, mà đặc biệt là thơ ca Mỹ. Các tập thơ dịch của ông gồm có: Из американских поэтов, 1946, Поэты ХХ века: Стихи зарубежных поэтов в переводах Мих. Зенкевича, 1965, Американские поэты в переводах М. Зенкевича, 1969. Mikhail Zenkevich mất ở Moskva. 

## Tác phẩm
- Дикая порфира, 1912
- Четырнадцать стихотворений, 1918
- Пашня танков, 1921
- Под пароходным носом, 1926
- Набор высоты, 1937
- Сквозь грозы лет, 1962

## Một số bài thơ
| Định lý Tôi ngỡ cuộc đời là cô giáo dạy Gọi học trò lên đứng trước bảng đen Cô cầm viên phấn bên bàn tay phải Còn trong tay kia tấm giẻ cô cầm. Trong sự tận tụy bối rối, vụng về Cô đang cố chứng minh điều gì đấy Cô viết ra bằng viên phấn trắng kia Rồi đem chùi bằng giẻ, và viết lại. Viết chùi, sửa… và tất cả chúng ta Như những ký hiệu viết bằng phấn trắng Ta đứng lên ở trong từng phép tính Trên mặt bằng của tấm bảng đen to. Biết bao nhiêu nhạo báng và kịch liệt Vô ích cho ai đấy, để làm gì Cần gì bao chứng cứ hiển nhiên kia Được lấy từ định đề đơn giản nhất? Vì sau bao nhiêu phép tính hạ hành Luôn còn lại một điều trong kết quả: Là không bao giờ đổi thay số tử Mà luôn ngang bằng cùng với số sinh. Tại vì sao Tại vì sao anh lại đem rượu cũ Rót vào bình da mới hở nhà thơ? Từ xa xưa đã nói về tất cả Vần điệu không hề đổi mới cho thơ. Rất cổ xưa những thổ lộ của anh Đạo văn không mang lại điều gì hết: Quyển "Nhã Ca" đã nói hết về tình Quyển "Truyền Đạo" đã nói về cái chết. Cả quá khứ ta ngỡ là giấc mộng Cả tương lai – chỉ là ước mơ xa Chỉ trong hiện tại là ta đang sống Hiện thực, đủ đầy, đời chóng trôi qua. Những khoảnh khắc tia chớp dài liền mạch Thể hiện trong thực tế của lúc này Như những mắt xích vô cùng khăng khít Mộng về quá khứ, mơ về tương lai. Nhà thơ tội nghiệp Nhà thơ tội nghiệp đang gắng sức Nhưng chẳng hề viết được gì. Cứ để cho nhà thơ gắng sức Biết đâu, sẽ viết được cái gì! Bản dịch của Nguyễn Viết Thắng | Теорема Жизнь часто кажется мне ученицей, Школьницей, вызванной грозно к доске. В правой руке ее мел крошится, Тряпка зажата в левой руке. В усердье растерянном и неумелом Пытается что-то она доказать, Стремительно пишет крошащимся мелом, И тряпкой стирает, и пишет опять. Напишет, сотрет, исправит... И все мы — Как мелом написанные значки — Встаем в вычислениях теоремы На плоскости черной огромной доски. И столько жестокостей и издевательств Бессмысленно-плоских кому и зачем Нужны для наглядности доказательств Самой простейшей из теорем? Ведь после мучительных вычислений В итоге всегда остается одно: Всегда неизменно число рождений Числу смертей равно. Поэт, зачем ты старое вино Переливаешь в новые меха? Все это сказано уже давно И рифмою не обновишь стиха. Стары все излияния твои, И славы плагиат тебе не даст: «:Песнь песней» все сказала о любви, О смерти все сказал Экклезиаст. Все прошлое нам кажется лишь сном Все прошлое нам кажется лишь сном, Все будущее — лишь мечтою дальней, И только в настоящем мы живем Мгновенной жизнью, полной и реальной. И непрерывной молнией мгновенья В явь настоящего воплощены, Как неразрывно спаянные звенья,— Мечты о будущем, о прошлом сны. Поэт, бедняга, пыжится Поэт, бедняга, пыжится, Но ничего не пишется. Пускай еще напыжится,— Быть может, и напишется! |